# فيراري إينزو
فيراري إينزو سيارة رياضية إيطالية، الحفيد الأصغر لسلسلة فيراري الخارقة وهي F40 و F50، وتسمى أيضا سيارة الإنزو F60؛ وذلك لقوة محركها المكوّن من 12 أسطوانة وذو سعة تبلغ 6.0، إذ تصل القوة الحصانية للسيارة لغاية 660 حصاناً، وبذلك تتفوق على سابقاتها من سيارات فيراري الخارقة من حيث الأداء وقوة الأحصنة [بحاجة لمصدر] وحتى التجهيزات الميكانيكية وزيادة الانسيابية في السيارة مما يسمح لها بالثبات وعدم الإهتزاز على السرعات العالية.
أنتجت شركة فيراري من هذه السيارة 400 نسخة حسب الطلب، وعليه تعتبر من السيارات ذات التصنيع المحدود، وكانت السيارة تخليداً لذكرى مؤسس فيراري وهو إنزو فيراري ولذلك سُميت تيمناً باسمه.

## المواصفات
مواصفات فيراري إنزو 2013:
- محرك V12 / عدد 5998 سى سى
- قوة 660 حصان / عدد لفات 7800 لفة في الدقيقة
- أقصى عزم 67 كجم – م / عدد لفات 5500 لفة في الدقيقة
- 4 صمامات لكل أسطوانة
- الطول الكلى: 4702 مم
- العرض الكلى: 32035 مم
- الارتفاع الكلى: 1147 مم
- قاعدة الاطارات: 2650 مم
- الوزن الكلى: 1255 كجم
- أقصى سرعة 350 كم / س
- تصل سرعة السيارة من 0 إلى 100 كم في 3.65 ثانية
- تتحرك السيارة مسافة 400 متر في 11 ثانية
- تتحرك السيارة مسافة 1000 متر في 19.60 ثانية

## صور

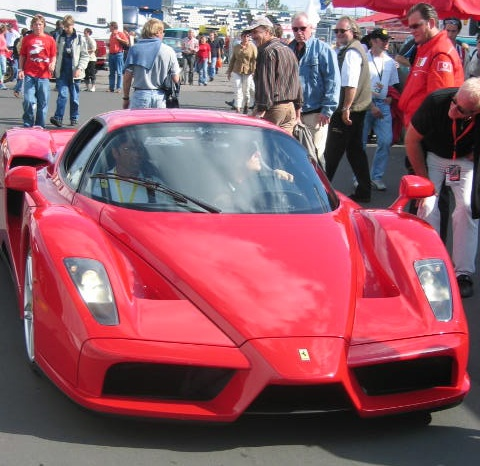
منظر أمامي لفيراري إينزو
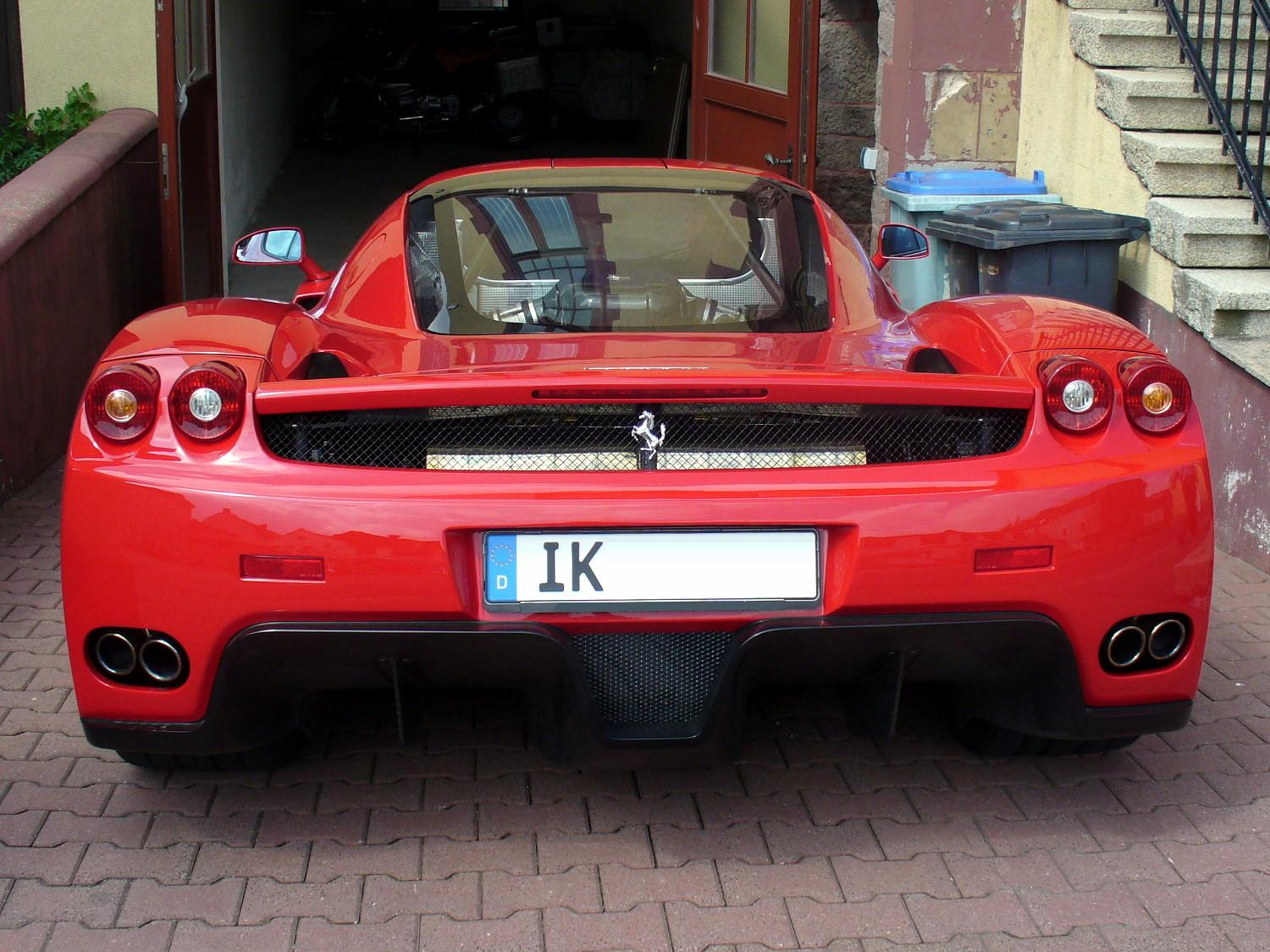
فيراري إينزو من الخلف
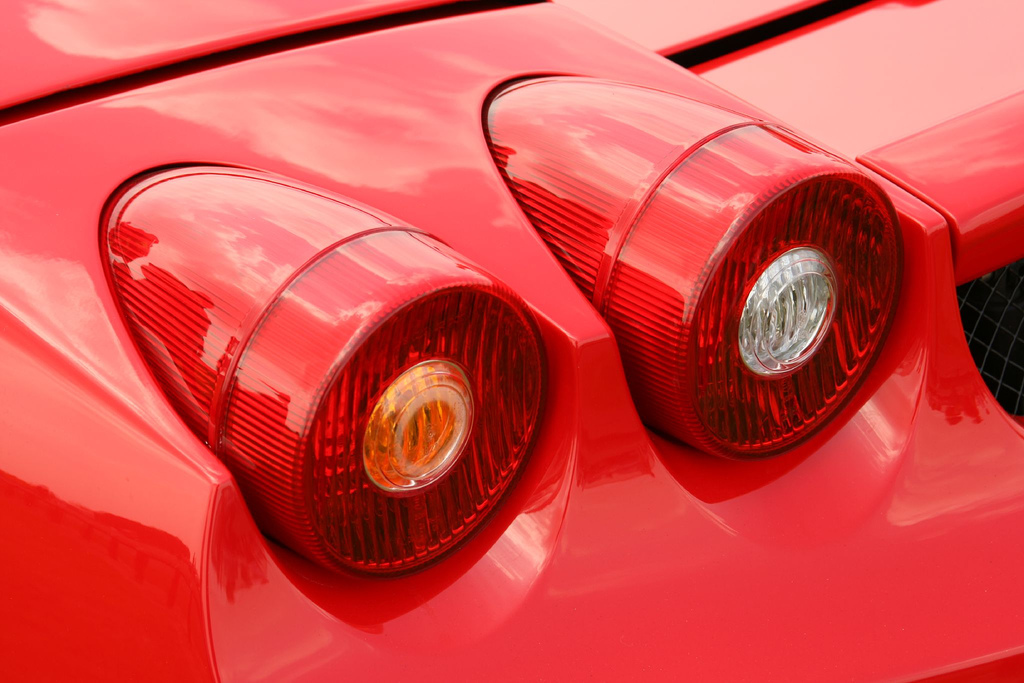
المصابيح الخلفية لفيراري إينزو
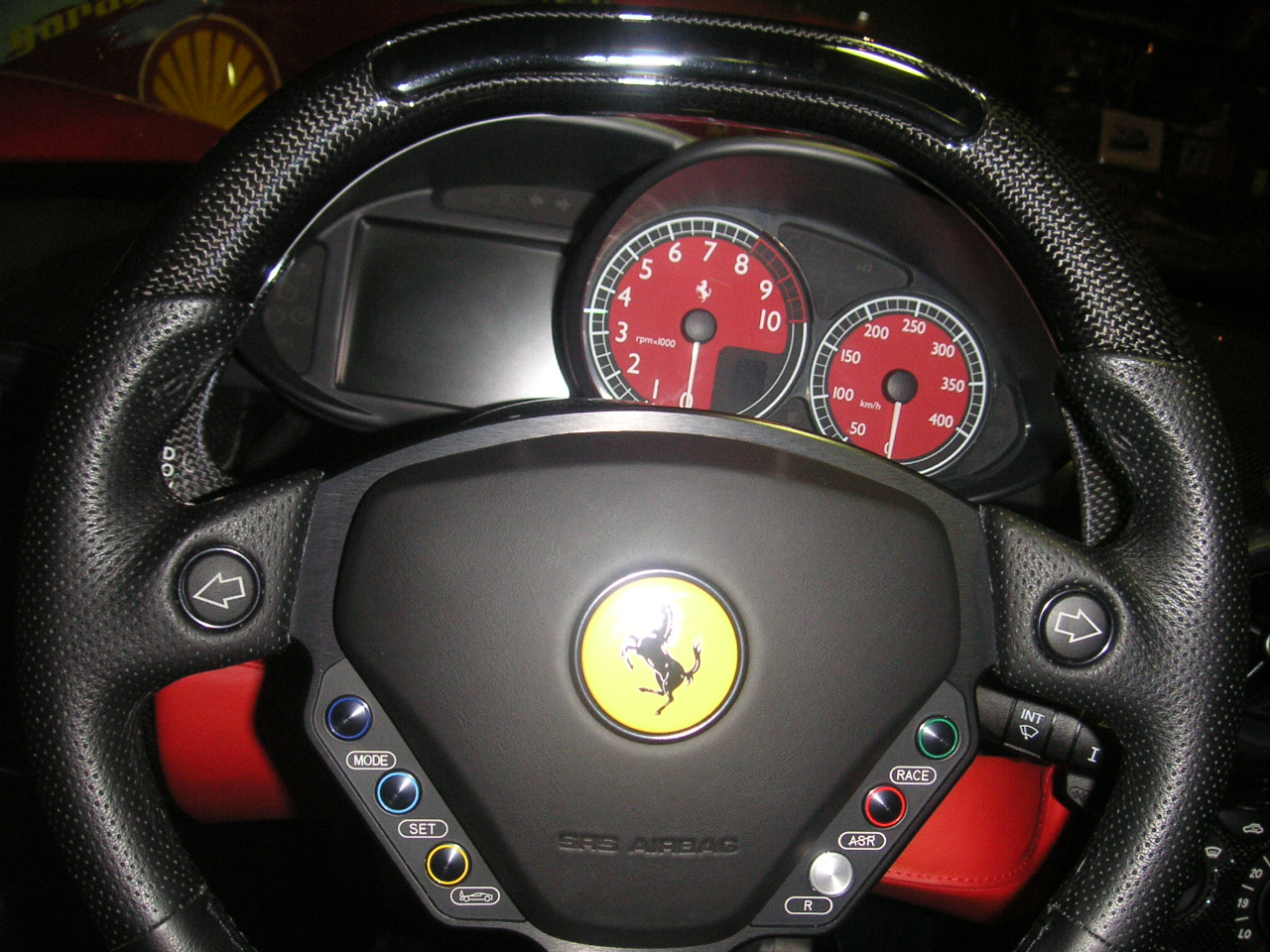
مقود فيراري إينزو

## وصلات خارجية
- HowStuffWorks: Enzo
- Photographs of a crashed Enzo